# Encephalartos equatorialis
Encephalartos equatorialis — вид голонасінних рослин класу саговникоподібні (Cycadopsida).
Етимологія: екватор

## Опис
Рослини деревовиді; стовбур 6 м заввишки, 40–60 см діаметром. Листки довжиною 300—400 см, темно-зелені, сильно блискучі; хребет зелений, прямий, жорсткий; черешок прямий, з більш ніж 12 колючками. Листові фрагменти ланцетні; середні — 20–26 см завдовжки, 20–26 мм завширшки. Пилкові шишки 5, вузько яйцеподібні, зелені, 30–40 см довжиною, 9–10 см діаметром. Насіннєві шишки довжиною 1–3, яйцеподібні, зелені, 36–40 см довжиною, 18–20 см діаметром. Насіння плоске, яйцевиде або довгасте, 35–38 мм довжиною, шириною 23–30 мм, саркотеста червона чи помаранчева.

## Поширення, екологія
Цей вид відомий з одного або двох гранітних пагорбів на східному березі Терстонської затоки, озера Вікторія, Уганда. Росте на висоті близько 1000 м. Рослини ростуть вклинюючись в щілинах в сильно деградованих лісах.

## Загрози та охорона
Молоді рослини не були помічені, і це може означати, що запилювачі можуть бути вимерлими або що пожежі відбуваються дуже часто. Існує також свідчення про колекторську діяльність.